# Bronslöpare
Bronslöpare (Carabus granulatus) är en skalbaggsart som beskrevs av Carl von Linné 1758. Bronslöpare ingår i släktet Carabus och familjen jordlöpare. Arten är reproducerande i Sverige. Inga underarter finns listade i Catalogue of Life.

## Bildgalleri

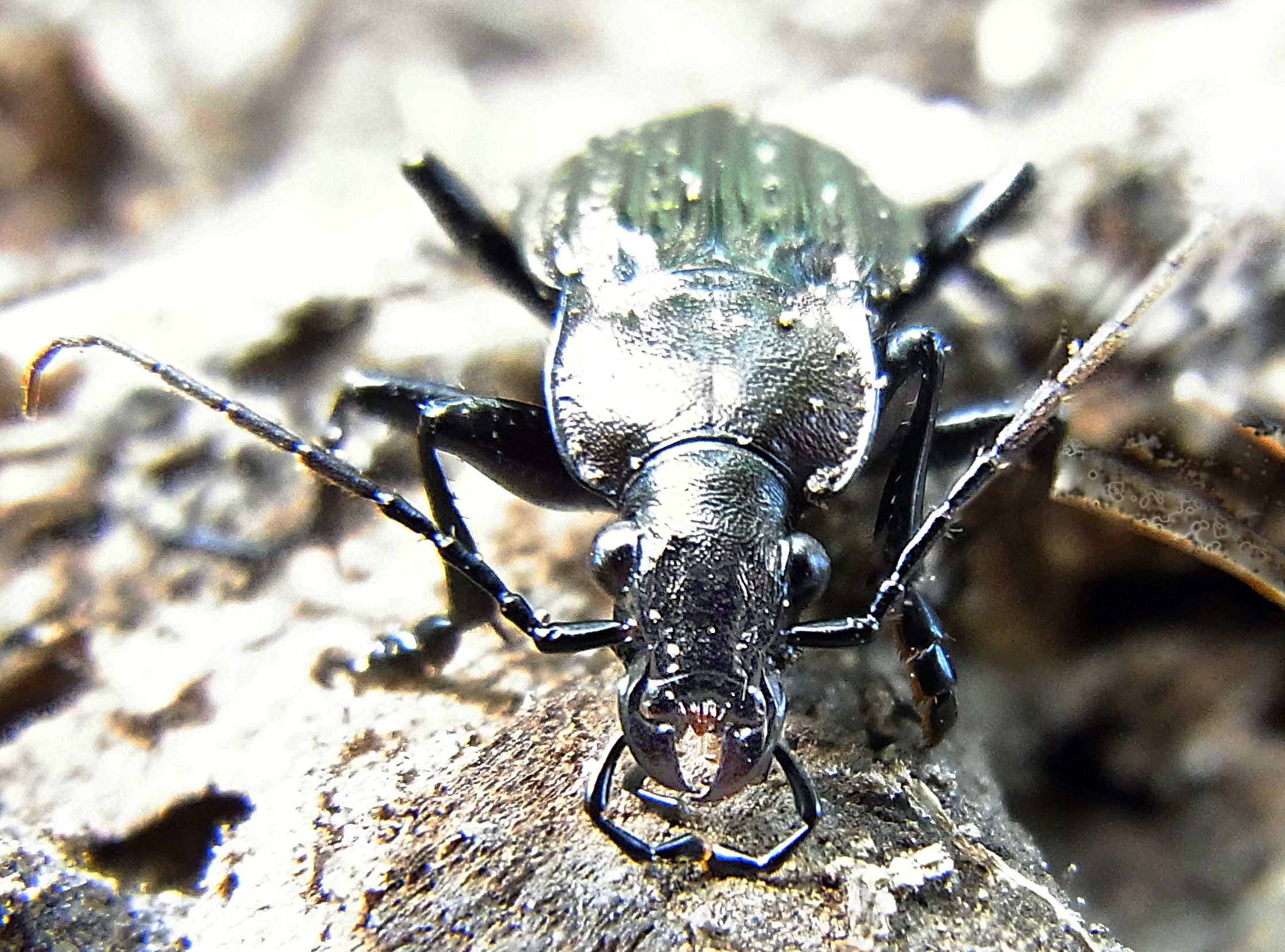
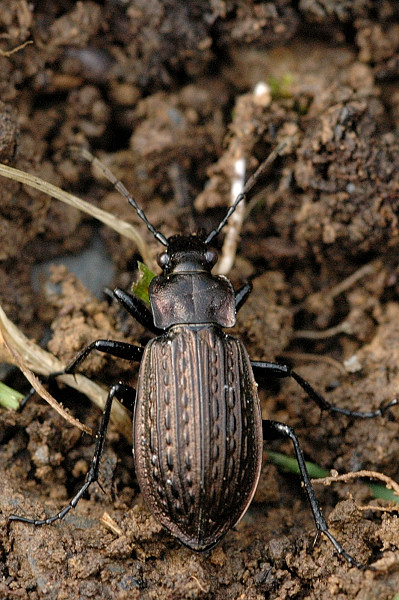
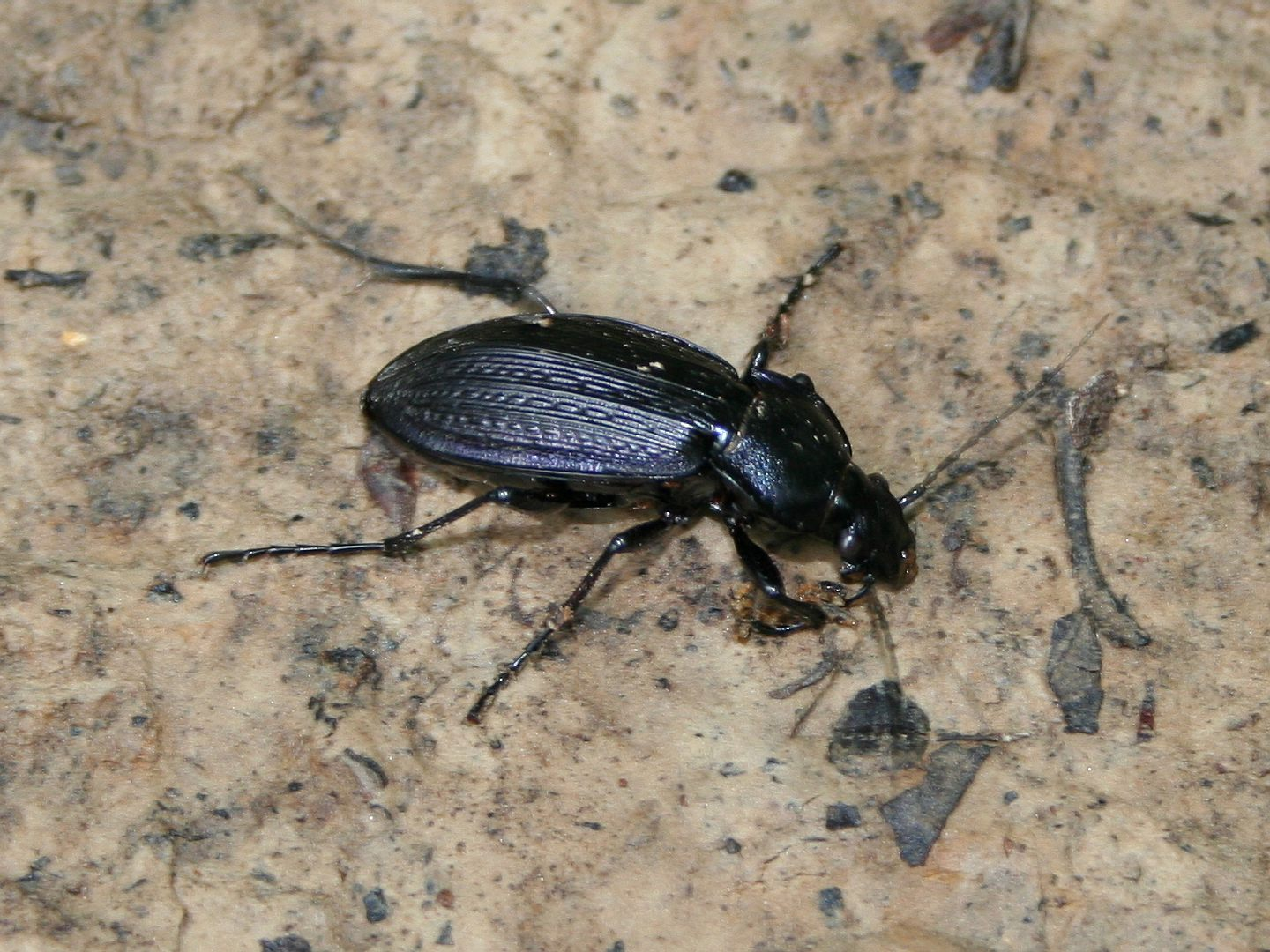
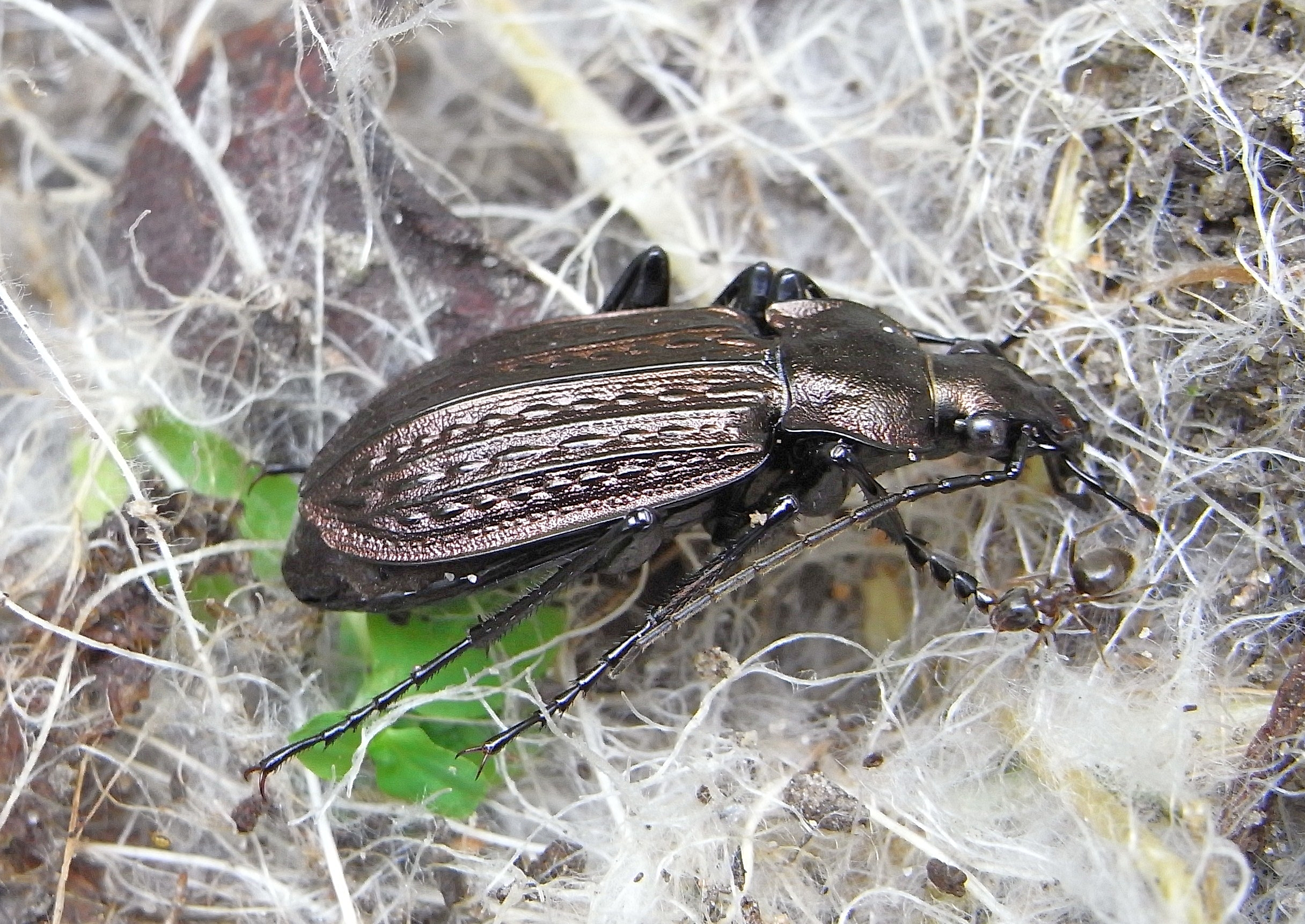
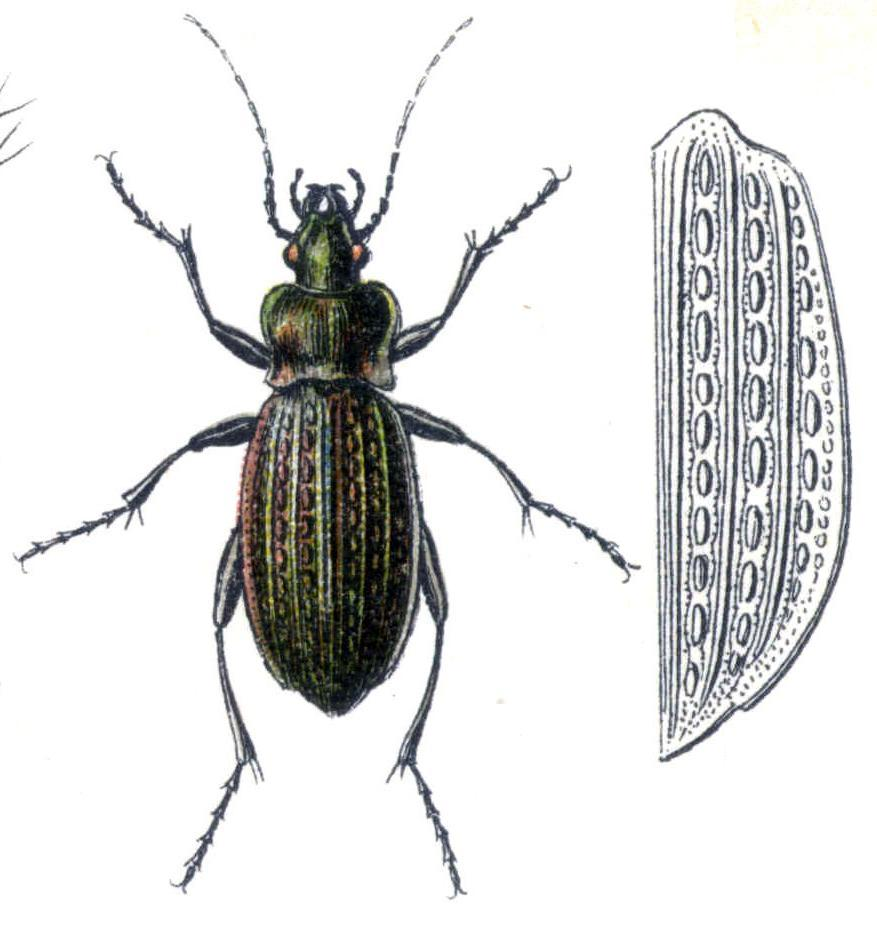
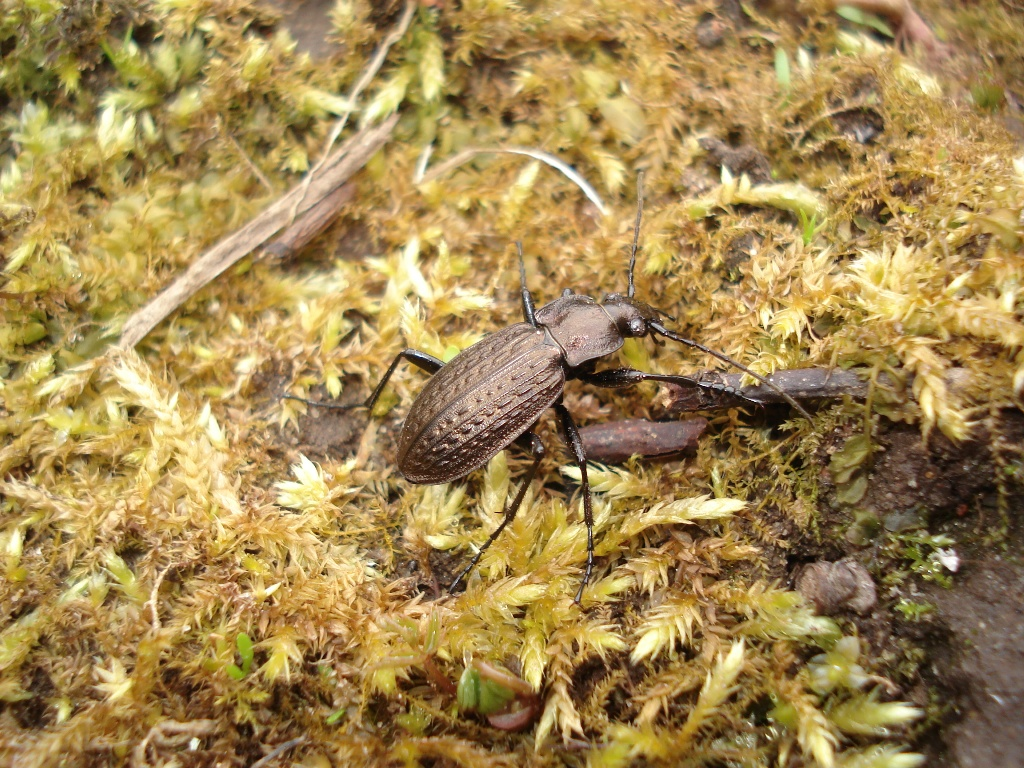